# Ferrari California
California é um modelo "de entrada" da Ferrari, posicionado abaixo do F430. Foi apresentado no Salão do Automóvel de Paris de 2008.
O codinome do projeto é F149.